# Deaths-Head Revisited
Deaths-Head Revisited is een aflevering van de Amerikaanse televisieserie The Twilight Zone. De aflevering werd geschreven door Rod Serling.

## Plot

### Opening
Mr. Schmidt, recently arrived in a small Bavarian village which lies eight miles northwest of Munich, a picturesque, delightful little spot onetime known for its scenery but more recently related to other events having to do with some of the less positive pursuits of man: human slaughter, torture, misery and anguish. Mr. Schmidt, as we will soon perceive, has a vested interest in the ruins of a concentration camp - for once, some seventeen years ago, his name was Gunther Lutze. He held the rank of a captain in the S.S. He was a black-uniformed strutting animal whose function in life was to give pain, and like his colleagues of the time he shared the one affliction most common amongst that breed known as Nazis: he walked the Earth without a heart. And now former S.S. Captain Lutze will revisit his old haunts, satisfied perhaps that all that is awaiting him in the ruins on the hill is an element of nostalgia. What he does not know, of course, is that a place like Dachau cannot exist only in Bavaria. By its nature, by its very nature, it must be one of the populated areas of the Twilight Zone. 
— Rod Serling

### Verhaal
Gunhter Lutze, een voormalige kapitein uit het nazileger, keert terug naar de ruïnes van het concentratiekamp Dachau. Hier ontmoet hij Alfred Becker, een van de mensen die tijdens de oorlog in het kamp zat opgesloten. Wanneer Lutze herinneringen begint op te halen aan het kamp, realiseert hij zich tot zijn schok dat hij Alfred destijds had omgebracht en het dus onmogelijk is dat Alfred nu voor hem staat.
Alfred vertelt Lutze dat het tijd wordt voor hem om zijn wandaden van toen onder ogen te zien. Hij en de geesten van anderen die onder Lutzes bewind de dood vonden in het kamp zijn teruggekeerd om Lutze dezelfde martelingen te laten ondergaan die zij moesten doorstaan. Hoewel de geesten hem fysiek niet aanraken, voelt hij de pijn en ellende in zijn hoofd. Dit drijft hem uiteindelijk tot waanzin.
Voor hij vertrekt, vertelt Alfred nog aan Lutze dat ze dit niet hebben gedaan uit wraak, maar voor gerechtigheid. Lutzes laatste beoordeling zal volgens Alfred van God zelf komen. Kort nadat de geesten zijn vertrokken wordt Lutze gevonden en in een dwangbuis afgevoerd naar een kliniek.

### Slot
There is an answer to the doctor's question. All the Dachaus must remain standing. The Dachaus, the Belsens, the Buchenwalds, the Auschwitzes - all of them. They must remain standing because they are a monument to a moment in time when some men decided to turn the Earth into a graveyard. Into it they shoveled all of their reason, their logic, their knowledge, but worst of all, their conscience. And the moment we forget this, the moment we cease to be haunted by its remembrance, then we become the gravediggers. Something to dwell on and to remember, not only in the Twilight Zone but wherever men walk God's Earth. 
— Rod Serling

## Rolverdeling
- Oscar Beregi, Jr.: Gunther Lutze
- Joseph Schildkraut: Alfred Becker
- Kaaren Verne: herbergier
- Robert Boon: taxichauffeur
- Ben Wright: dokter

## Trivia
- Voor de scènes in het concentratiekamp bouwden de producers van The Twilight Zone een oud fortdecor dat op MGM’s Lot 3 stond om.
- De titel van de aflevering is een woordspeling op de titel van de roman Brideshead Revisited van Evelyn Waugh.
- Deze aflevering staat op volume 6 van de dvd-reeks.